# 13003 Dickbeasley
A 13003 Dickbeasley (ideiglenes jelöléssel 1982 FN) a Naprendszer kisbolygóövében található aszteroida. Edward L. G. Bowell fedezte fel 1982. március 21-én.